# Kwantung

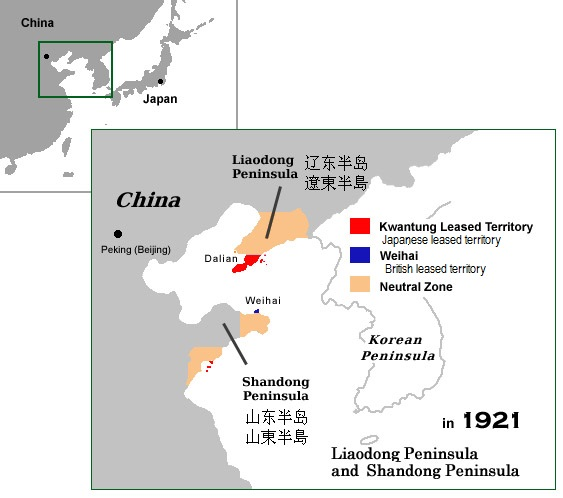
O território de Kwantung em 1921. Se mostram as áreas de influências e a zona neutra.

Kwantung (关 东 州 Kantōshū, em chinês: 关 东 州, 关 东 州, Guāndōngzhōu) era um território que estava localizado na parte sul da Península de Liaodong no nordeste da China, existiu entre 1898 e 1945. Esta área foi uma das muitas concessões que a China teve que fazer às potências estrangeiras no final do século XIX. Entre 1898 e 1905 pertenceu ao Império Russo, e entre 1905 e 1945 pertenceu ao Império do Japão.
O nome Kwantung significa leste de Shanhaiguan, referindo-se à cidade de Qinhuangdao, na província de Hebei, onde está localizado no extremo leste da Grande Muralha da China. O território inclui os portos de Lüshunkou (Port Arthur) e Dalian (Dairen).